# 腓特烈·威廉 (勃蘭登堡)
腓特烈·威廉（德語：Friedrich Wilhelm，1620年2月16日－1688年4月29日），是17世纪的勃蘭登堡選帝侯兼普魯士公爵（1640年至1688年在位），霍亨索倫家族的族長。
腓特烈·威廉是勃蘭登堡選侯「軟弱者」格奧爾格·威廉之子，1620年2月16日生於柏林。因其卓越的軍事和政治才能，以及出色的外交手段，被人尊稱為「大選侯」（德語：der Große Kurfürst）。腓特烈·威廉是加爾文主義的忠實支持者，在位期間積極推廣商貿，在國內進行改革，使普魯士得以避开三十年战争后半段的兵燹，在威斯特伐利亞和約确立后逐漸強大。在腓特烈·威廉治下，普鲁士在1657年脱离波兰的封臣地位而获得独立，并建立起了一支规模化的常备军，其在对法国和瑞典的战争中取得多次战果，使得普国成为中北歐的强权之一。腓特烈·威廉对于普鲁士的发展具有不可或缺的作用，他奠定了其後繼者將普魯士由公國進一步成為王國的基础。

## 早年
他一出生，就被教導為嚴謹的喀爾文派信徒。為了躲避三十年戰爭的禍亂，1634年他15歲時，被父母送到喀爾文派的核心國家——荷蘭共和國學習，於萊登大學就讀。受到荷蘭黃金時代（約1585-1713年）的文明洗禮，他醉心於荷蘭之繁榮先進，如飢似渴地吸收荷蘭首屈一指的科技、商貿與文明（比1697年到荷蘭學習的彼得大帝要早六十多年），並結交一批重要的荷蘭朋友。因為他的外叔祖是如日中天的荷蘭執政奥兰治亲王弗雷德里克·亨德里克，因此他不但與这位外叔祖打下良好關係，還在海牙結識了奧蘭治派貴族——拿騷-錫根的約翰·毛里茨，兩人成為莫逆之交，在往後的各個時期都互相援助。腓特烈·威廉在1640年繼承勃蘭登堡選帝侯之位後，好幾次在約翰·毛里茨的幫助下，顯著提升了布蘭登堡的國力（毛里茨在1652-1679年擔任勃蘭登堡的榮譽軍銜，配戴聖約翰勳章）。

## 聯姻與結盟

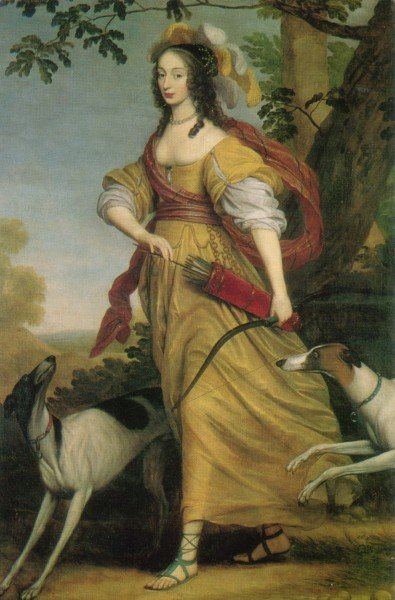
選侯夫人路易絲·亨麗埃特，1643年結婚前的畫像

### 合併瑞典的失敗
原本腓特烈·威廉有機會娶到瑞典克里斯蒂娜女王（瑞典「大帝」古斯塔夫二世的獨生女，她母親瑪利亞·伊麗歐諾拉正好是腓特烈·威廉的姑姑），進而成為瑞典國王、將瑞典與布蘭登堡合併。從1630年代末到1640年代初，瑞典的攝政團隊和霍亨索倫家族，都一直醞釀著這樁婚姻，合併兩國的領土與勢力。但因為長大成少女的克里斯蒂娜女王，一直反對婚姻，並且展現她對天主教的深厚同情（她後來為了改宗天主教而放棄瑞典王位，並且終身不婚）；因此當17歲的克里斯蒂娜女王於1642年正式拒絕腓特烈·威廉的求婚時，計畫宣告失敗，腓特烈·威廉只好改向奧蘭治家族尋求聯姻。

### 與荷蘭執政的聯姻

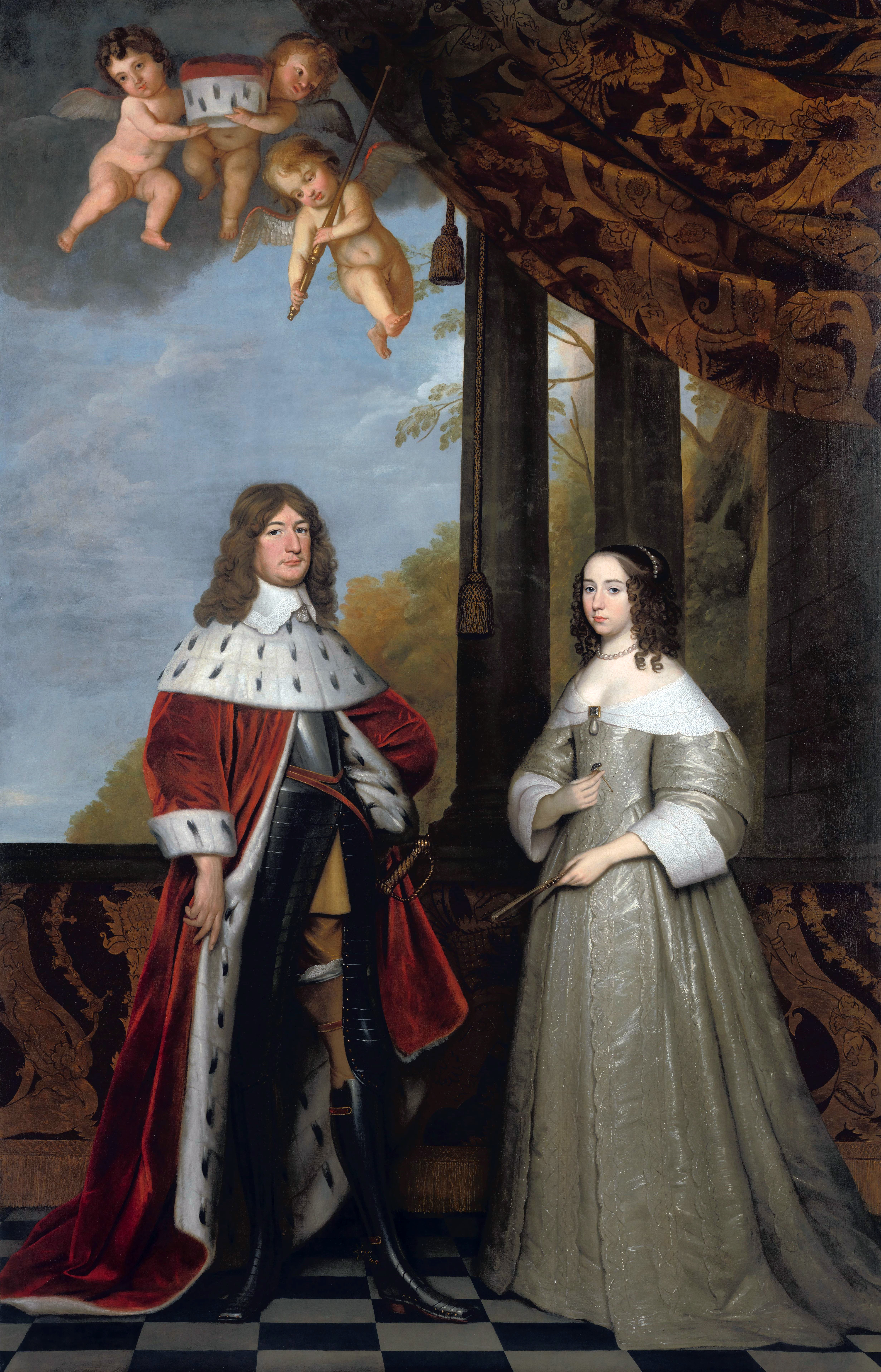
1647年夫妻結婚後的畫像，赫拉德·范洪特霍斯特作

當1646年腓特烈·威廉與荷蘭執政奥兰治亲王弗雷德里克·亨德里克之女路易絲·亨麗埃特結婚後，夫妻倆暫時住在荷蘭藝術名勝——摯友毛里茨的家宅中，約到1648年才返回柏林；1650年新任奥兰治亲王威廉二世猝逝後，荷蘭法院裁定，由腓特烈·威廉夫婦擔任威廉二世遺腹子奥兰治亲王威廉三世（1650-1702年，光榮革命後即位的英格蘭國王）的共同監護人（另外兩位共同監護人是威廉二世的母親與妻子）。

## 國內成就

### 西發利亞和約
他在1640年繼位時，面臨三十年戰爭末期的災難。當時布蘭登堡的雇傭兵因為財政崩潰拿不到軍餉，憤而叛變，使他花了很大的心力才平定叛亂，並在1641年強勢首相施瓦岑貝格死後，接掌國內所有權力。之後他在荷蘭執政——奥兰治亲王威廉二世（奥兰治亲王弗雷德里克·亨德里克之子、腓特烈·威廉的妻舅）、法國與神聖羅馬帝國皇帝的支持下，於1648年結束三十年戰爭的西發利亞和約中，替勃蘭登堡爭取到波美拉尼亞東部（目的是制約新興的瑞典帝國），讓國家能以較快的速度回復元氣。

### 馴服容克貴族
他利用機巧的外交策略，把落後、貧窮且分為三塊的領土（布蘭登堡、東普魯士、于利希-克萊沃-贝格），變成他可以強力控制的君主國，關鍵要訣是擴大常備軍與改革稅收。1653年他在領地上招募士兵，重建一支數千人的常備軍，使他逐漸能夠壓制各地貴族的反抗；他又任命退休的軍官擔任收稅人，使得收稅廉潔有效。為了爭取容克貴族的支持與效忠，允許容克對農民強制勞役，換取選侯擁有對平民任意抽稅的特權。到了晚年，腓特烈·威廉領土上的稅收，變成歐洲最重的稅率。普通農民成了容克的農奴，而貴族本身則是免稅的。結果就是，貴族地主的政治特權大幅減少，容克地主鞏固了莊園的經營，成為軍官，他們的最高榮譽則是軍職的提升。

### 絕對君主制的建立
大約在1674年陸續鎮壓各地的反抗運動之後（以東普魯士的柯尼斯堡為首），威廉建立戰爭-財政部，實現了絕對君主制。靠著西歐霸權（荷蘭或法國）的外交津貼，以及較為廉潔而有效徵稅的新官僚體系，他把常備軍擴大到2.5萬人（末年有3萬人），並且建立一支小型艦隊與貿易特許公司（1682年設立，在非洲取得殖民地）。
1685年路易十四廢除南特詔令，迫害胡格諾教徒時，威廉大力招納擁有資金、技術的胡格諾難民，移居勃蘭登堡避難，於是20多萬難民中，有两萬多人移居柏林，獲得宗教信仰自由與部分自治權，威廉並任命聲名卓著的胡格諾教徒——前法國元帥弗雷德里希·紹姆貝格為軍隊總司令，表示他對胡格諾難民的信任和倚重。之後胡格諾教徒有力地促進勃蘭登堡的商業與經濟發展。威廉以身作則，爲後代的普魯士人型塑出「軍國主義之王」的典範與風範。

## 外交軍事
三十年戰爭期間，他的父親格奧爾格·威廉竭力維持一支人數較少的軍隊，以便在新教和天主教雙方之間維持微妙的平衡，從而自保。腓特烈·威廉接過其父留下的微薄底子，開始致力於重建遭受戰爭蹂躪的領土。

### 東普魯士脫離波蘭
當宗教糾紛頻繁地給歐洲其他地區造成混亂以及引發動亂時，與之相比，勃蘭登堡-普魯士受益于腓特烈·威廉所提倡的宗教寬容政策，能夠廣招外國的宗教難民，開發荒地並推動工商業。在法蘭西王國的幫助之下，腓特烈·威廉組建了一支常備軍用來保衛麾下領土。第二次北方戰爭（1655-1660年）期間，腓特烈·威廉在瑞典國王卡爾十世的奇襲下，被迫簽訂《柯尼斯堡條約》，不得不成為瑞典帝國的盟友和附庸。但隨著戰爭的進行，1657年腓特烈·威廉倒戈幫助波蘭，通過《布龍貝格條約》從原來領主波蘭手中，獲得了整個普魯士公國（東普魯士）的統治權。在1660年的《奧利瓦條約》，皇帝利奧波德一世最終承認選侯對公國臣民的宗主權，於是東普魯士各階層在1663年向選侯威廉宣誓效忠，但拒絕威廉加稅的要求。東普魯士從波蘭獨立出來後，當地桀敖不馴的貴族與等級議會，就再也無法向波蘭（貴族）政府求援干涉，注定他們被威廉宰制的命運，譬如最頑固反抗威廉的東普魯士貴族──馮·卡克斯坦上校，在波蘭求援失敗後，居然於1672年被威廉派人暗中從華沙綁架回國，公開斬首示眾。終於，威廉在1673年向東普魯士的首府加稅（特別是首府柯尼斯堡）時，無人敢反抗其意志。

### 联荷抗法

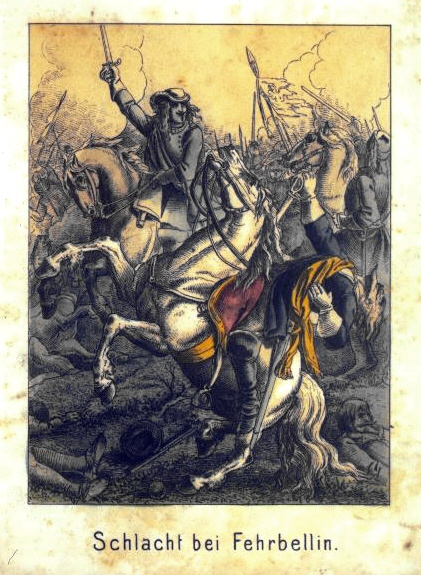
19世紀描绘「大選侯」在費爾貝林戰役的勝利

1672年法王路易十四挑起法荷戰爭。路易率領18萬大軍，先擊荷蘭、後攻西班牙所屬的勃艮地，造成荷蘭大震盪的災難年，以及勃艮地之弗朗什孔泰被法軍占領。威廉率領二萬普魯士軍援助荷蘭，力抗路易十四；他在1672年的戰局中敗給法軍名將蒂雷納子爵，並在本土被入侵後於1673年締約休戰。他回軍布蘭登堡之後，1675年又起兵抵抗法國盟友瑞典的入侵，並於費爾貝林戰役打敗北歐霸主——瑞典帝國，戳破瑞典軍「不可戰勝」的神話。他因此被刮目相看，稱之為「大選侯」（偉大的選帝侯）；但是因為路易十四以高明的外交手段讓荷蘭省背棄盟友，逕自和法國停戰簽約，並取消對勃蘭登堡的大量津貼，威廉被迫在1679年的和約中，把占領的西波美拉尼亞等地歸還給瑞典，徒獲榮耀而無寸土之增。1678年時，威廉的普軍在荷蘭的津貼支持下，一度擴大到4.5萬人，結果被迫在戰後裁撤到3萬人；他本人更對背盟的荷蘭省感到憤怒。

### 布热格繼承失敗
1675年，西里西亞僅剩的封國、皮亚斯特王朝的西里西亚支系——布热格公國絕嗣滅亡（或稱西里西亞公爵，核心在今波兰布热格，領地佔全西里西亞的六分之一）。本來在1537年，布热格公爵就和當時的勃兰登堡选帝侯约阿希姆二世达成协定，规定如若皮亚斯特家族绝嗣，勃兰登堡的霍亨索伦家族成员可以继承公国。可是因為當時的哈布斯堡皇帝斐迪南一世拒绝承认此协定，所以1675年時，已統治大部分西里西亞的皇帝利奧波德一世，就不顧腓特烈·威廉的繼承要求，自行併吞了絕嗣的布热格公國，統一全部的西里西亞。這使得腓特烈·威廉的後代——普魯士國王腓特烈大帝，以此為藉口在1740年的奧地利王位繼承戰爭，侵占了大部份的西里西亞，讓普魯士的國力暴增。

### 兩次倒戈
因為威廉對荷蘭商人（以荷蘭省為核心）與皇帝利奧波德一世感到失望，於是他在1681年倒向稱霸中的路易十四，成為法國的盟友並獲取法國津貼，幫助路易十四在1680年代初成為歐洲霸主；但是1685年路易十四迫害新教的胡格諾派，激使新教徒威廉憤而倒戈，加入奧地利與荷蘭在1686年籌組的奧格斯堡同盟，重新領取荷蘭津貼並成為反法陣營的鬥士。

## 死亡與形象

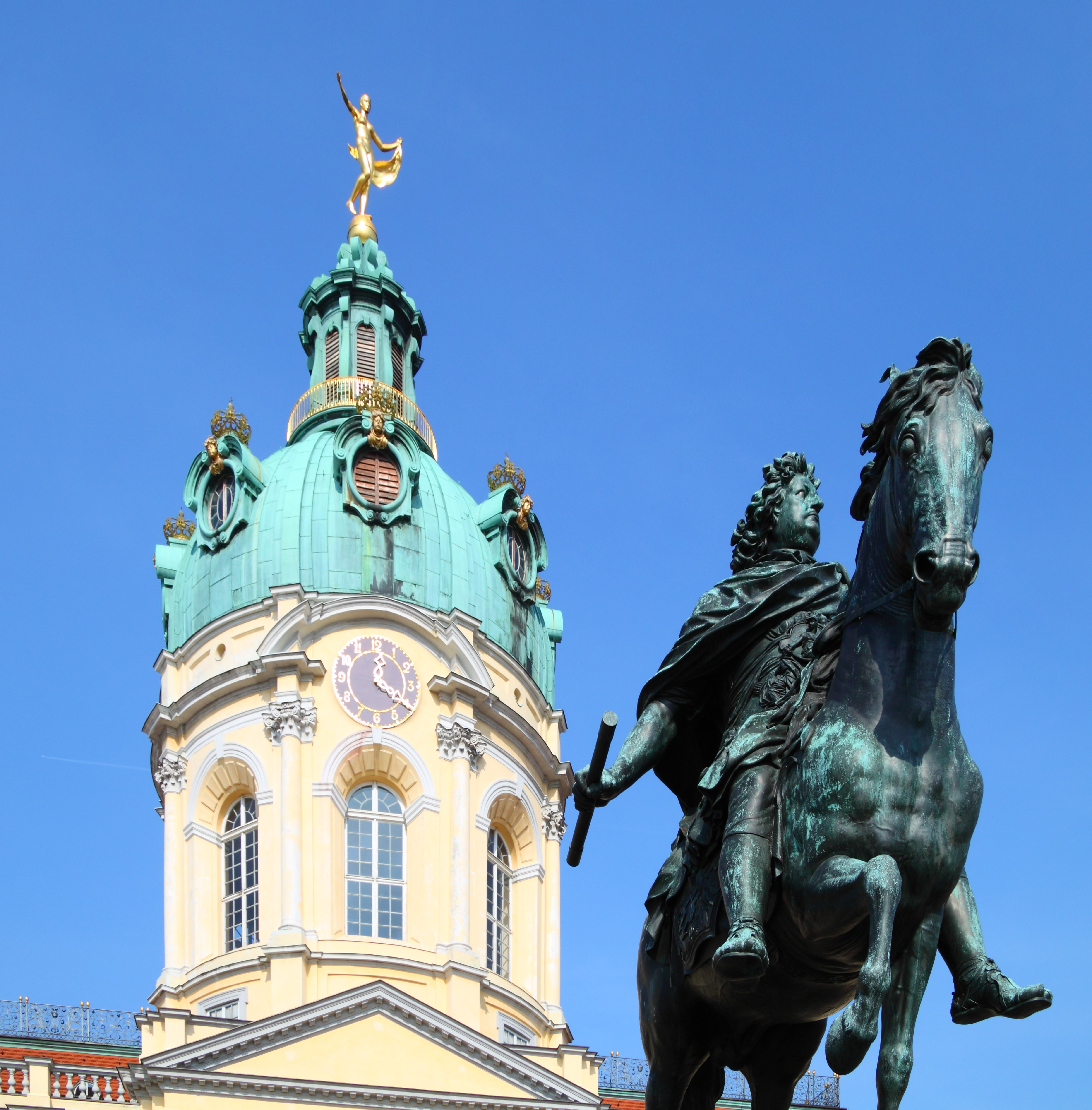
腓特烈·威廉的銅像，豎立在柏林的夏洛特堡宮前。其子腓特烈三世為了尊崇他，在1698年建宮塑像

1688年4月29日，威廉因病過世，此時霍亨索倫家族統治的人口只有一百萬，頂多算一個準強國（二流強權）。與後代普魯士及德意志人對他一致的景仰讚嘆相反，他在17世紀當時，其實是個毀譽參半的悲情人物，多次在極盡艱苦地奮鬥之後，換來徒勞無功的結局。
他一生為了獲取外交津貼與強權支援，喜好倒戈換邊、左右搖擺，因此在外國君主眼中風評不佳，被譏笑為「牆頭草」（Wechselfieber，直翻為「換邊熱」，亦解作「忘恩負義的中山狼」）。但他毫不介意，並認為有津貼才能強化國家軍力，適時倒戈才能獲得最大利益；他對繼位的兒子腓特烈三世留下遺囑說：「結盟是好的，但自己的實力還是最可靠的」。
他為了強化國家力量（軍力），對平民抽重稅、對貴族徵軍役，經常導致民怨高漲，但人民因為恐懼三十年戰爭的破壞再臨，也只好默默忍受大選侯的橫徵暴斂；部分地區如東普魯士，因為賦稅過重，出現人口逃亡、經濟蕭條的現象。要到1701年腓特烈三世登基成「在普魯士的國王」之後，臣民才對霍亨索倫家族心悅誠服的擁戴與效忠，這要歸功於「國王」在當時是個宛如魔咒般的字眼。

## 家庭
1646年，腓特烈·威廉與拿騷的路易絲·亨麗埃特結婚，兩人共有三個兒子：
1. 卡爾·埃米爾（1655年—1674年），早逝
2. 腓特烈（1657年—1713年），普魯士國王
3. 路德維希（1666年—1687年）

路易絲·亨麗埃特於1667年去世。隔年，腓特烈·威廉與多蘿西亞·索菲結婚，兩人共有4子2女：
1. 菲利普·威廉（1669年—1711年）
2. 瑪麗亞·艾瑪莉亞（1670年—1739年）
3. 阿爾布雷希特·腓特烈（1672年—1731年）
4. 卡爾·菲利普（1673年—1695年）
5. 伊莉莎白·索菲（1674年—1748年）
6. 克里斯蒂安·路德維希（1677年—1734年）